# Легирование полупроводников
Леги́рование полупроводников (нем. legieren — «сплавлять», от лат. ligare — «связывать») — внедрение небольших количеств примесей или структурных дефектов с целью контролируемого изменения электрических свойств полупроводника, в частности, его типа проводимости.
При производстве полупроводниковых приборов легирование является одним из важнейших технологических процессов (наряду с травлением и осаждением).

## Цели легирования
Основная цель — изменить тип проводимости и концентрацию носителей в объёме полупроводника для получения заданных свойств (проводимости, получения требуемой плавности p-n-перехода). Самыми распространёнными легирующими примесями для кремния являются фосфор и мышьяк (позволяют получить n-тип проводимости) и бор (p-тип).

## Симметричные и несимметричные p-n-переходы
В зависимости от степени легирования (концентрации донорной и акцепторных примесей), различают симметричные и несимметричные p-n-переходы. В симметричных переходах концентрация носителей в областях полупроводника почти одинакова. В несимметричных переходах концентрации могут различаться во много раз.

## Способы легирования
В настоящее время технологически легирование производится тремя способами: ионная имплантация, ядерное легирование (нейтронно-трансмутационное легирование, НТЛ) и термодиффузия.

### Ионная имплантация
Ионная имплантация позволяет контролировать параметры приборов более точно, чем термодиффузия, и получать более резкие p-n-переходы. Технологически проходит в несколько этапов:
- Загонка (имплантация) атомов примеси из плазмы (газа).
- Активация примеси, контроль глубины залегания и плавности p-n-перехода путём отжига.

Ионная имплантация контролируется следующими параметрами:
- доза — количество примеси;
- энергия — определяет глубину залегания примеси (чем выше, тем глубже);
- температура отжига — чем выше, тем быстрее происходит перераспределение носителей примеси;
- время отжига — чем дольше, тем сильнее происходит перераспределение примеси.

### Нейтронно-трансмутационное легирование
При нейтронно-трансмутационном легировании легирующие примеси не вводятся в полупроводник, а образуются («трансмутируют») из атомов исходного вещества (кремний, арсенид галлия) в результате ядерных реакций, вызванных облучением исходного вещества нейтронами. НТЛ позволяет получать монокристаллический кремний с особо равномерным распределением атомов примеси. Метод используется в основном для легирования подложки, особенно для устройств силовой электроники.
Когда облучаемым веществом является кремний, под воздействием потока тепловых нейтронов из изотопа кремния 30Si образуется радиоактивный изотоп 31Si, который затем испытывает бета-распад с периодом полураспада около 157 минут и образованием стабильного изотопа фосфора 31P. Образующийся при этом стабильный изотоп 31P создаёт проводимость n-типа в кремнии. «Под воздействием потока нейтронов в кремнии появляются равномерные вкрапления атомов фосфора».
В России возможность нейтронно-трансмутационного легирования кремния в промышленных масштабах на реакторах АЭС и без ущерба для производства электроэнергии была показана в 1980 году.
- 2004 год — доведена до промышленного использования технология легирования слитков кремния диаметром до 85 мм, в частности, на Ленинградской АЭС[4].
- 2022 год — на исследовательском реакторе Томского политеха запустили промышленный комплекс ядерного легирования кремния (предельно больших размеров — слитки более 200 мм, до 4 тонн ежегодно).[3]

В мире производится около 150 тонн ядерно-легированного кремния в год на 2-х десятках облучательных установках (в Германии, Австралии, Южной Корее…). «Силовой» кремний, облучённое сырьё, продаётся в Китай, где сконцентрирована большая часть мирового добавления стоимости электронной промышленности.

### Термодиффузия
Термодиффузия содержит следующие этапы:
- Осаждение легирующего материала.
- Термообработка (отжиг) для загонки примеси в легируемый материал.
- Удаление легирующего материала.